# Liga Europejska w piłce siatkowej mężczyzn 2016
Liga Europejska siatkarzy 2016 – 13. edycja imprezy siatkarskiej rozgrywana w dniach 3 czerwca–2 lipca 2016 roku.

## System rozgrywek
W fazie grupowej wystąpi 8 drużyn podzielonych na 2 grupy. Do Final Four awansują najlepsze reprezentacje z każdej grupy, najlepszy zespół z drugiego miejsca gospodarz.

## Uczestnicy
- Albania (39.)
- Austria (28.)
- Białoruś (20.)
- Bułgaria (3.)
- Dania (24.)
- Estonia (16.)
- Luksemburg (31.)
- Macedonia Północna (22.)

## Rozgrywki

### Faza finałowa

#### Półfinały
| Data       | Godz. | Drużyna 1          | Wynik | Drużyna 2 | 1     | 2     | 3     | 4     | 5     | Widzów | * |
| ---------- | ----- | ------------------ | ----- | --------- | ----- | ----- | ----- | ----- | ----- | ------ | - |
| 01.07.2016 | 15:00 | Macedonia Północna | 3:2   | Austria   | 25:23 | 23:25 | 17:25 | 25:18 | 15:13 | 150    |   |
| 01.07.2016 | 18:00 | Estonia            | 3:2   | Bułgaria  | 25:18 | 15:25 | 25:19 | 14:25 | 17:15 | 1100   |   |

#### Mecz o 3 miejsce
| Data       | Godz. | Drużyna 1 | Wynik | Drużyna 2 | 1     | 2     | 3     | 4 | 5 | Widzów | * |
| ---------- | ----- | --------- | ----- | --------- | ----- | ----- | ----- | - | - | ------ | - |
| 02.07.2016 | 15:00 | Austria   | 3:0   | Bułgaria  | 25:23 | 25:21 | 25:23 |   |   | 900    |   |

#### Finał
| Data       | Godz. | Drużyna 1          | Wynik | Drużyna 2 | 1     | 2     | 3     | 4 | 5 | Widzów | * |
| ---------- | ----- | ------------------ | ----- | --------- | ----- | ----- | ----- | - | - | ------ | - |
| 02.07.2016 | 18:00 | Macedonia Północna | 0:3   | Estonia   | 19:25 | 13:25 | 23:25 |   |   | 800    |   |

## Nagrody indywidualne
| Najlepszy zawodnik (MVP) | Najlepsi przyjmujący         | Najlepsi środkowi                      | Najlepszy atakujący | Najlepszy rozgrywający | Najlepszy libero |
| ------------------------ | ---------------------------- | -------------------------------------- | ------------------- | ---------------------- | ---------------- |
| Robert Täht              | Robert Täht Alexander Berger | Swetosław Gocew Peter Wohlfahrtstätter | Nikola Ǵorǵiev      | Kert Toobal            | Rait Rikberg     |

## Klasyfikacja końcowa
| Miejsce | Reprezentacja      |
| ------- | ------------------ |
| złoto   | Estonia            |
| srebro  | Macedonia Północna |
| brąz    | Austria            |
| 4.      | Bułgaria           |
| 5.      | Dania              |
| 6.      | Białoruś           |
| 7.      | Albania            |
| 8.      | Luksemburg         |